# Ichneumonoidea
Gli Icneumonoidei (Ichneumonoidea) sono insetti appartenenti al gruppo dei Terebrantia degli Imenotteri Apocriti.

## Generalità
Gli Icneumonoidei costituiscono una superfamiglia comprendente circa 100.000 specie distribuite in due grandi famiglie: gli Ichneumonidae e i Braconidae. A queste si aggiungono altre due famiglie composte da specie estinte: Eoichneumonidae e Tanychora.
Si tratta di imenotteri solitari che per la maggior parte svolgono il loro ciclo di sviluppo come parassitoidi a spese di altri insetti o, meno frequentemente, di altri artropodi. Vi sono comprese anche specie fitofaghe che rappresentano tuttavia una parte marginale di questa superfamiglia. Diverse specie sono usate come insetti ausiliari nella lotta biologica e integrata.

## Descrizione

Ali di Icneumonide.
Pt: stigma
C: costa
Sc: subcosta
R: radio;
R_{1}: ramo del radio
Rs: settore del radio
M: media
Cu_{1}: cubito anteriore
r: radiale trasversa
r-m: radio-mediale
m-cu: medio-cubitali (o ricorrenti)

Ali di Braconide.
Pt: stigma
Sc: subcosta
R: radio
2r-m: radio-mediale
1m-cu: medio-cubitale (o ricorrente)

Gli Icneumonoidei sono imenotteri di piccole o medie dimensioni, spesso vistosi per il notevole sviluppo in lunghezza delle antenne, composte da oltre 16 articoli, e della terebra che in genere sporge nettamente da sotto l'addome.
Le ali anteriori sono prive della regione anale, carattere ricorrente nella maggior parte dei Terebrantia, sono provviste di un evidente pterostigma. La venulazione è ridotta per la fusione di diverse vene longitudinali. In particolare il radio e la subcosta si fondono nella parte prossimale e decorrono lungo il margine anteriore. La costa ha perciò una lunghezza molto breve e la cellula costale è ridotta ad una piccola area nella porzione prossimale oppure completamente assente. È presente una sola radio-mediale trasversa (2r-m), mentre le vene ricorrenti (m-cu) possono essere in numero di uno o due.
Le ali posteriori hanno una evidente venatura con suddivisione in più cellule.

## Classificazione interna
Gli Icneumonoidei si suddividono nelle famiglie degli Icneumonidi e dei Braconidi. I primi sono imenotteri di dimensioni generalmente più grandi (talvolta anche diversi centimetri) e talvolta sono facilmente riconoscibili per la caratteristica conformazione dell'addome e per la notevole lunghezza della terebra, atta a penetrare in profondità nel legno per raggiungere la vittima.
I caratteri morfologici che distinguono i membri delle due famiglie riguardano però alcuni particolari delle venature alari:
- Nei Braconidi manca la vena trasversa 2m-cu (seconda vena mediocubitale) pertanto hanno una sola vena ricorrente.
- Negli Icneumonidi è quasi sempre presente la vena trasversa 2m-cu, pertanto in questi imenotteri sono presenti due vene ricorrenti.